# Australien i olympiska vinterspelen 1972
Australien deltog med 4 deltagare vid de olympiska vinterspelen 1972 i Sapporo. Ingen av landets deltagare erövrade någon medalj.